# Nová Ulice
Nová Ulice (německy Neugasse) je bývalé město, nyní městská čtvrť a katastrální území na západě statutárního města Olomouce s cca 19 tisíci obyvateli. Je tedy nelidnatější olomouckou městskou čtvrtí. 

## Historie

### Střední předměstí
Ještě před vznikem současné Nové Ulice se vně západních hradeb Olomouce nacházelo na dnešním katastrálním území Olomouc-město několik předměstí, která v polovině 18. století musela ustoupit stavbě olomoucké pevnosti. Šlo o Zelenou ulici (vzniklo zkomolením německého názvu Greinergasse, tedy Plačtivé ulice, která směřovala na předměstský hřbitov), Střední ulici, od níž odbočoval Gošikl, Litovelskou ulici a Vozovku, souhrnně někdy nazývané Střední předměstí a patřící do farnosti u kostela sv. Mořice. Jeho obyvatelé byli hlavně Němci, což později vedlo k převážně německému charakteru Nové Ulice. Kromě zemědělských usedlostí a řemeslnických dílen zde byla cihelna, pivovar a pět hostinců. Dále špitál Panny Marie Pomocné v poli s kaplí sv. Ducha, kaple Povýšení sv. Kříže, Křížový pramen zaklenutý kapličkou, z nějž byla vedena pitná voda do města, na Gošiklu kaple sv. Felixe a Adauka a na Litovelské ulici špitál sv. Joba a Lazara.
Vzhledem k tomu, že se tato osídlení nacházela před městskými hradbami, trpěla za vojenských vpádů, např. Švédové je za třicetileté války prakticky zničili. Podobně poničena byla i po úspěšném pruském obléhání Olomouce a proto bylo roku 1758 rozhodnuto o tom, že všechny zbylé zdejší domy budou až do vzdálenosti 800 metrů od hradeb zbořeny. Tehdejší 4 tisíce obyvatel se musely přesunout západněji, čímž vznikly dvě nové osady, Zelená Ulice a Nová Střední Ulice.

### Nová Ulice
Obě dohromady vytvářely na jinak rozsáhlém území od Slavonína až po Lazce jednu katastrální obec, která stále patřila Olomouci. Ta zde měla např. až do roku 1900 ústřední hřbitov (dnes část Smetanových sadů) nebo městskou střelnici. V roce 1768 zde byla postavena vlastní škola, zpočátku i pro děti z Povlu a Neředína, a v letech 1774–1780 kostel Panny Marie Pomocnice se hřbitovem a s lokálií. V roce 1805 se v místním hostinci „U Černého orla“ potkali císař František I. a ruský car Alexandr a kvůli pevnosti zde byly ještě v letech 1839–1846 vybudovány tři předsunuté forty (Tabulový vrch – Tafelberg, Šibeniční vrch – Galgenberg a fort č. XIII). I po vzniku obecní samosprávy v roce 1850 šlo zpočátku o dvě samostatné politické obce, které byly až po šesti letech spojeny pod úředním názvem Nová a Zelená Ulice v jednu. Označení jen Nová Ulice se prosadilo postupem času.
Stavební rozvoj Nové Ulice a její opětovné přibližování Olomouci bylo podmíněno zrušením pevnosti, ke kterému došlo až v roce 1886. Již předtím ale byly na severozápadě u litovelské silnice proraženy hradby a napomohlo tomu i zřízení železniční tratě Olomouc – Čelechovice roku 1882 a vybudování dvou železničních budov, v jejichž okolí se poté dál stavělo. Především u nádraží Olomouc město naplánovalo a vybudovalo Spořitelní a záloženské konsorcium Všeobecného rakouského spolku úředníků celou novou čtvrť, nazývanou Úřednická či Úřední (Beamtenviertel) a postupně fakticky spojenou s Olomoucí.
Roku 1893 byla Nová Ulice povýšena na městys se samostatným znakem a 16. ledna 1906 na město. Přes její území vedly obě linky olomouckých tramvají, v roce 1895 zde byl založen německý měšťanský pivovar s názvem „Brauerai der Brauberechtigen Bürgerschaft“ (Pivovar právovárečného měšťanstva; poslední pivo bylo uvařil roku 1930) a o rok později tady byla postavena zemská nemocnice. Existovala zde též sladovna E. Hamburger u. Sohn, továrna na kočáry Žárský, armaturka Jelínek a Zach, stavebnické firmy Franze Langera a Karla Starého a další firmy. O rozvoj české kultury se zasloužil podnik „U města Prahy“ s divadelním sálem, svůj převážně německý charakter Nová Ulice, patřící do německého jazykového ostrova, ovšem ztratila až po vzniku Československa (tehdy zjištěno 4 tisíce Čechů a jen 2,6 tisíce Němců). Po vyhlášení tzv. Velké Olomouce byla roku 1919 sloučena s městem Olomouc. V roce 1923 veřejná knihovna města Olomouce otevřela svou pobočku Nová Ulice.

## Obyvatelstvo
| Rok      | 1869 | 1880 | 1890 | 1900 | 1910 | 1921 | 1930 | 1950   | 1961   | 1970   | 1980   | 1991   | 2001   | 2011   | 2021   |
| -------- | ---- | ---- | ---- | ---- | ---- | ---- | ---- | ------ | ------ | ------ | ------ | ------ | ------ | ------ | ------ |
| Obyvatel | 1443 | 2673 | 3496 | 5197 | 6455 | 6898 | 9241 | 10 670 | 12 479 | 22 405 | 24 902 | 21 861 | 19 391 | 19 153 | 19 214 |
| Domů     | 100  | 105  | 155  | 236  | 295  | 301  | 502  | 758    | ?      | 993    | 970    | 1008   | 1018   | 1115   | -      |

1. ↑  Z toho 6108 osob národnosti československé, 2806 německé a 327 ostatních.[12]

## Doprava
V katastru Nové Ulice leží železniční zastávka Olomouc město, železniční stanice Olomouc-Nová Ulice se naopak nachází na území centrální čtvrti Olomouc-město.

## Galerie

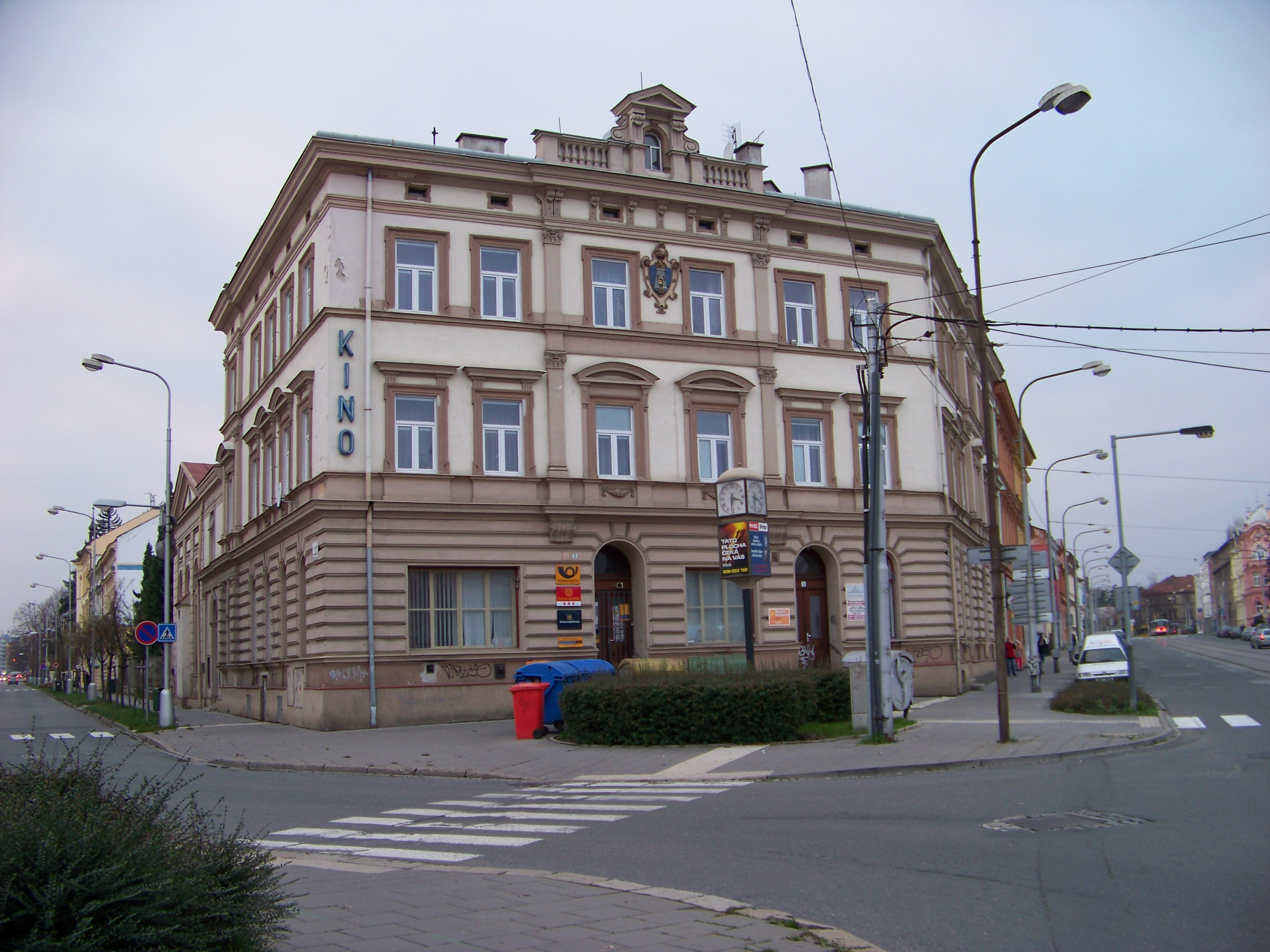
Rohový dům mezi Litovelskou ulicí a třídou Svornosti, dříve hostinec U města Prahy
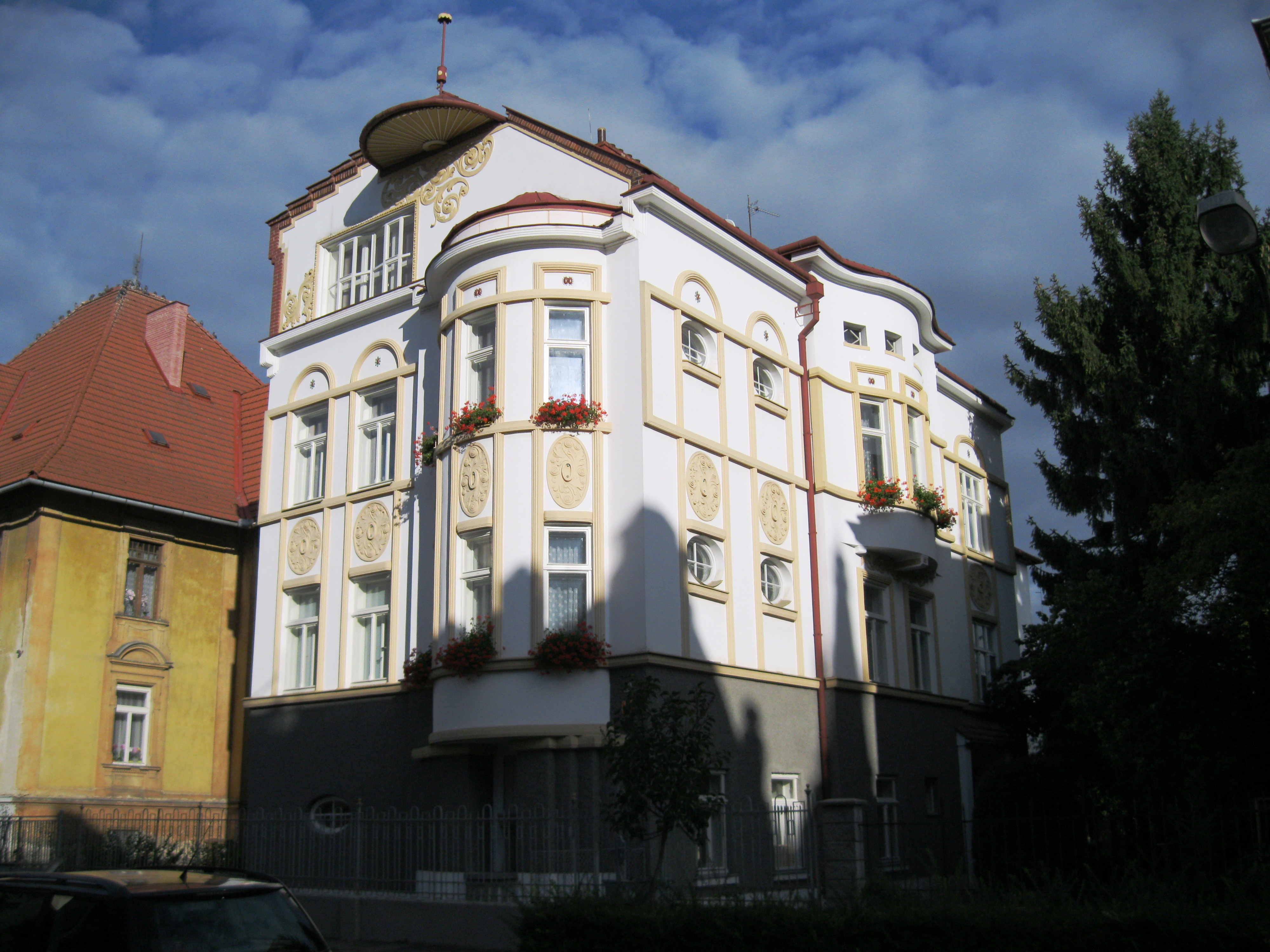
Činžovní dům na Resslově ulici
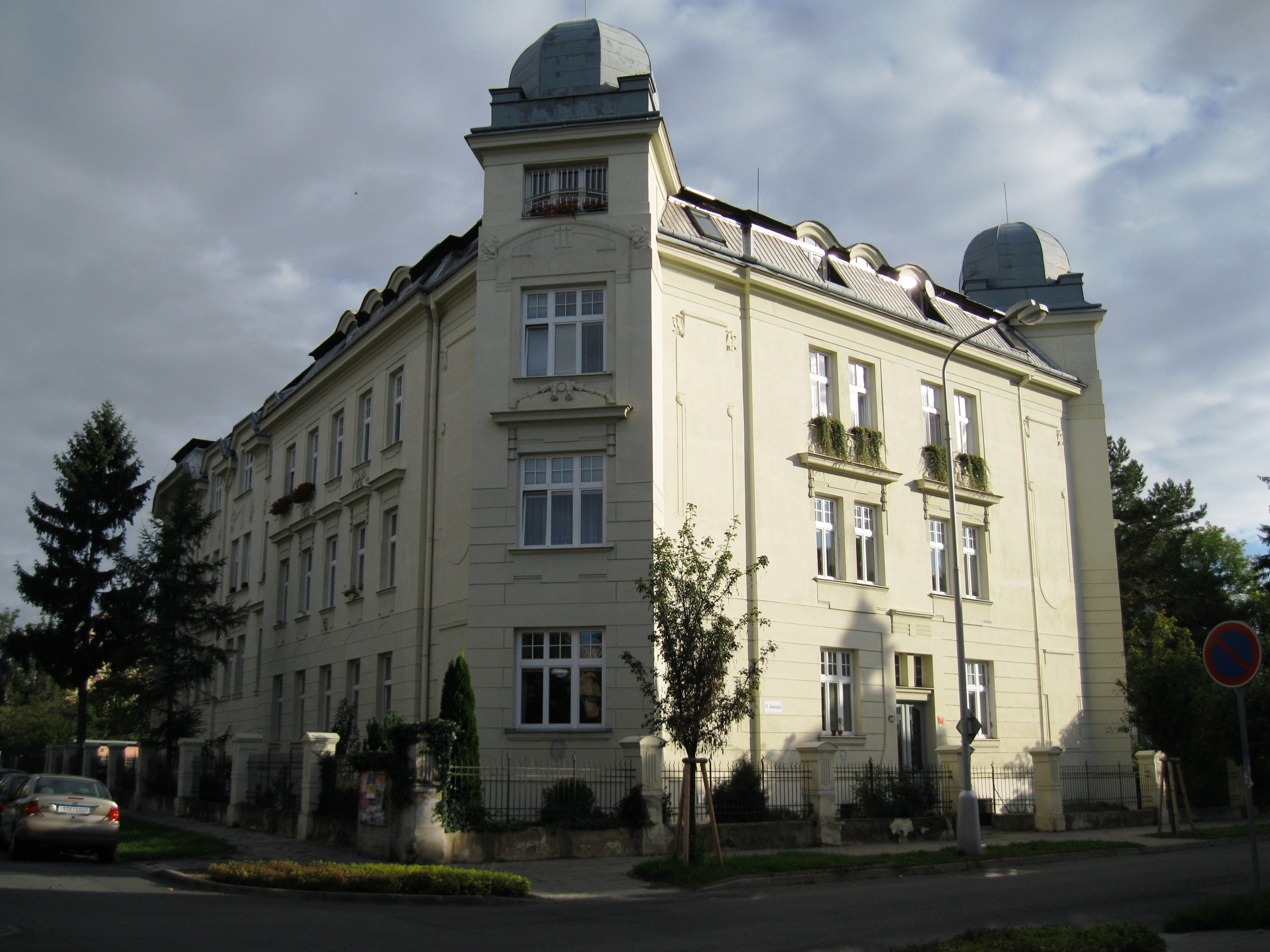
Činžovní dům na třídě Svornosti
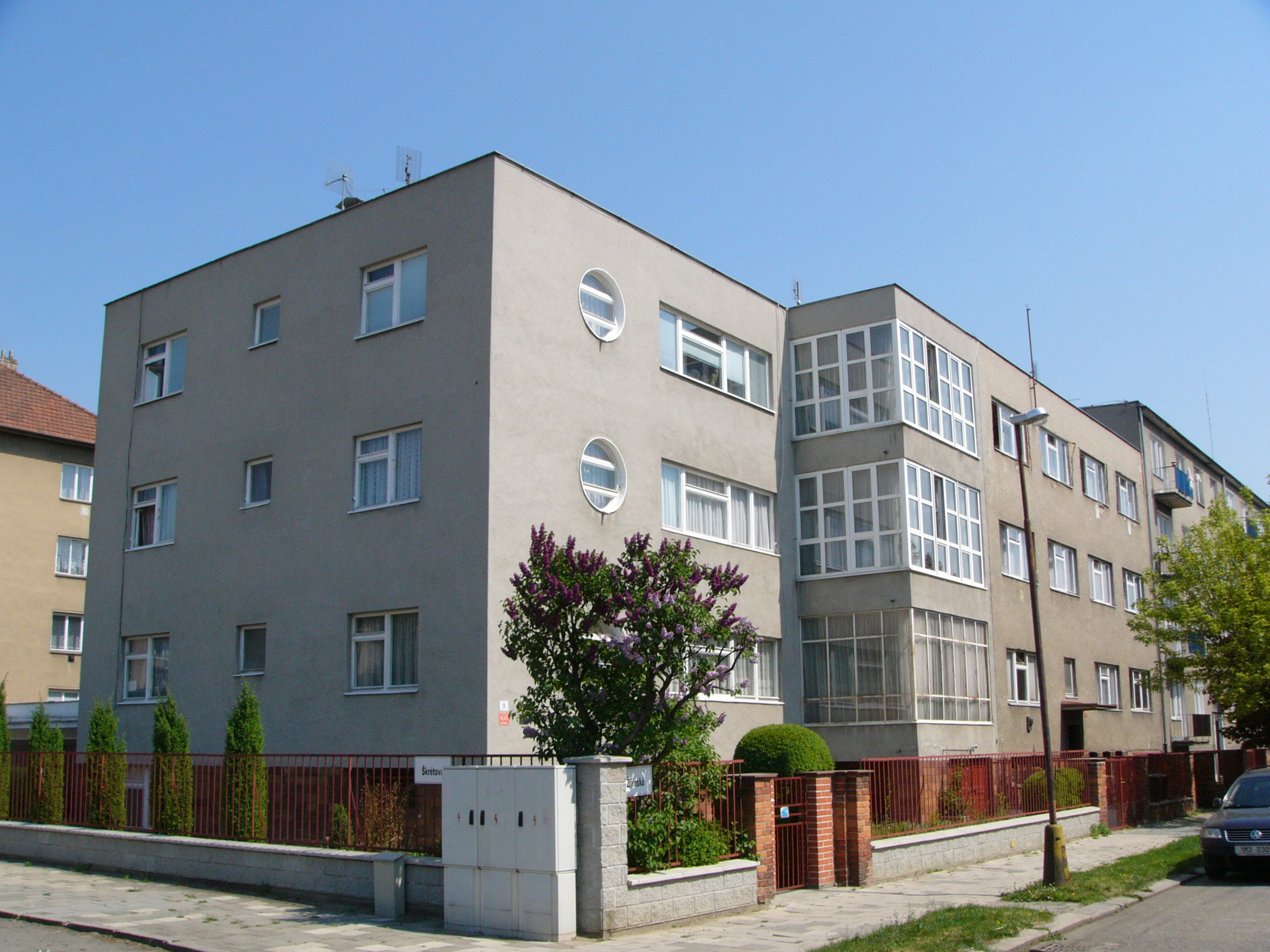
Činžovní dům na Žilinské ulici
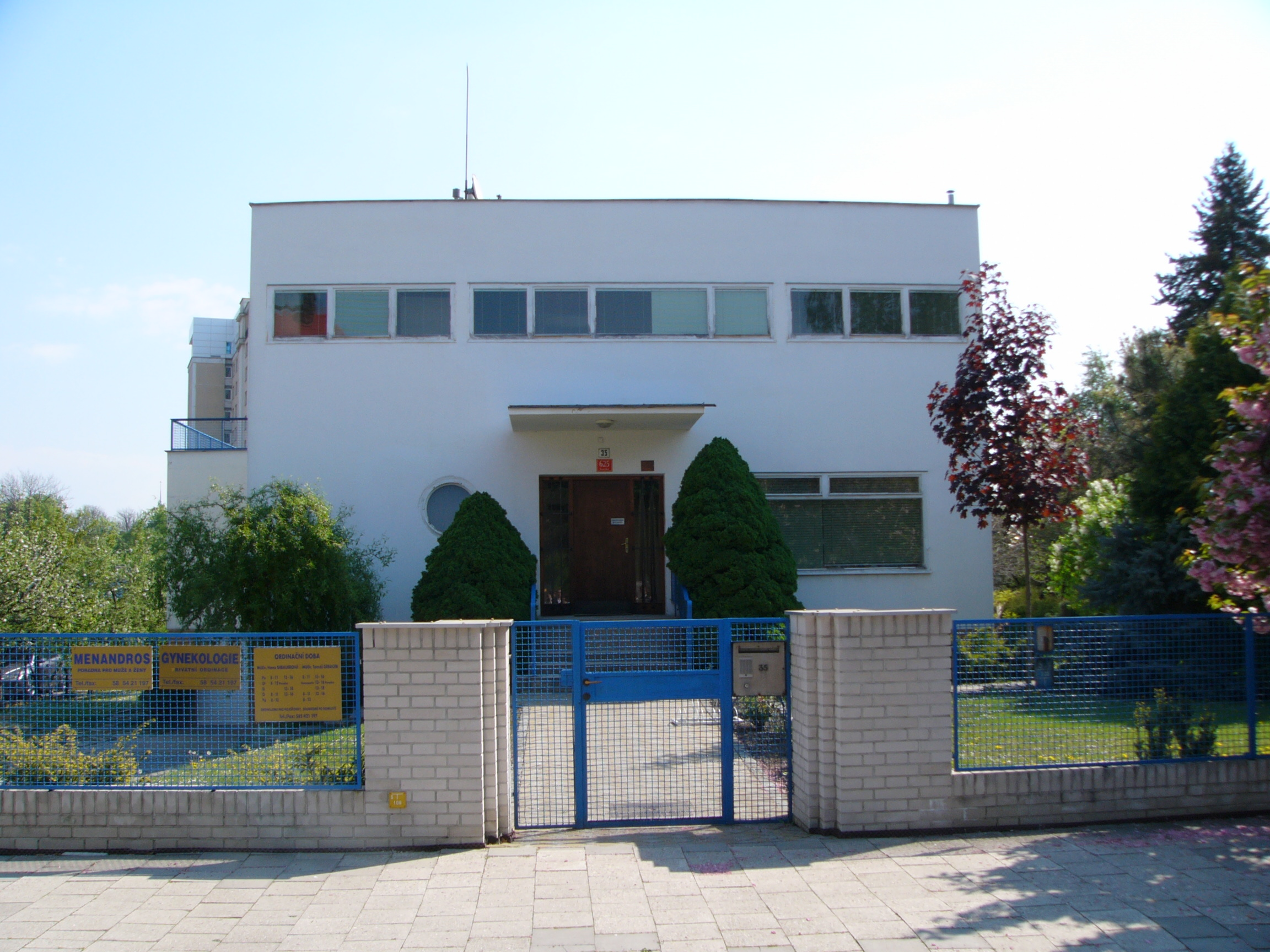
Nakládalova vila na ulici Polívkova
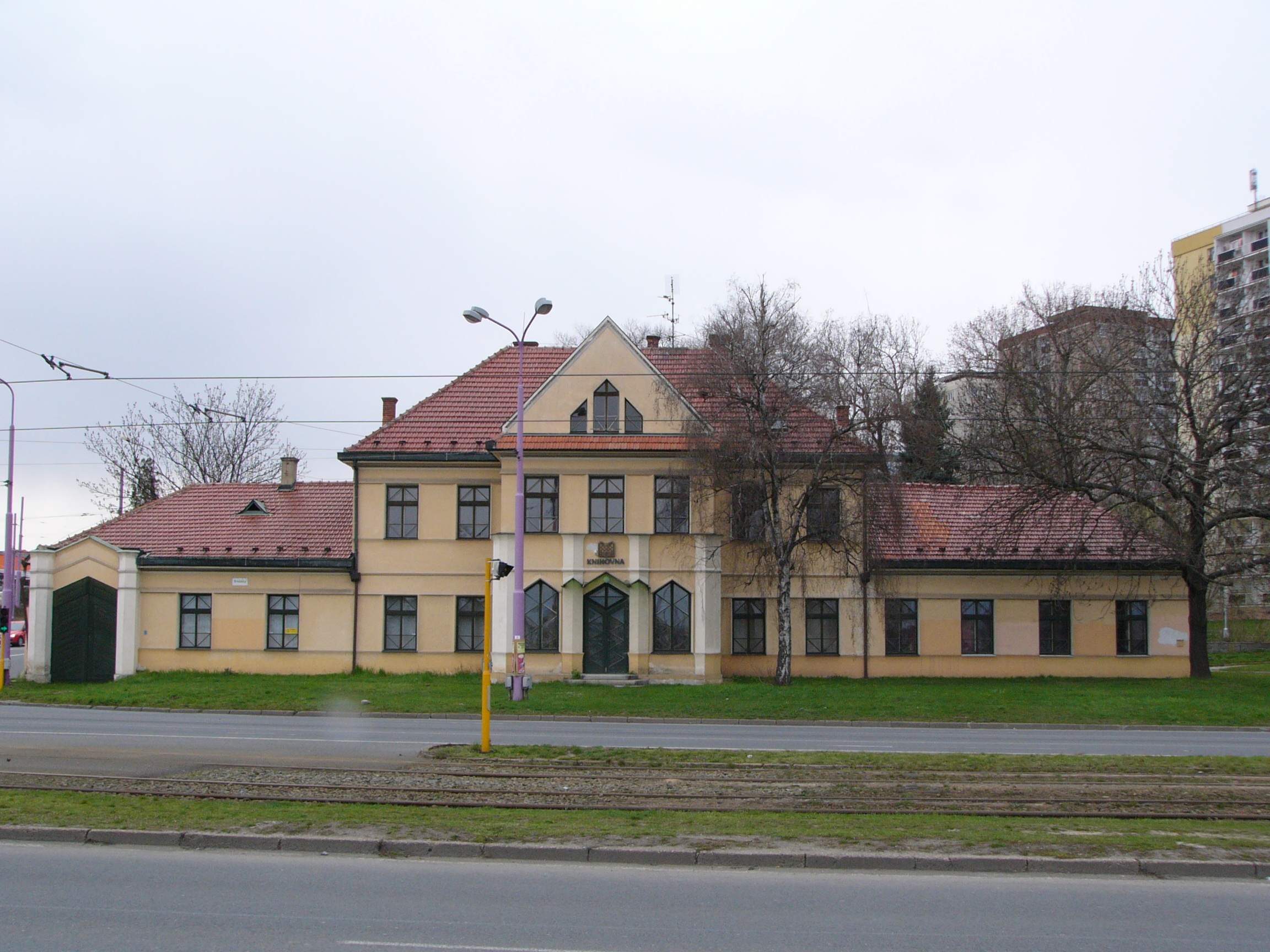
Vila Františky Lipčíkové
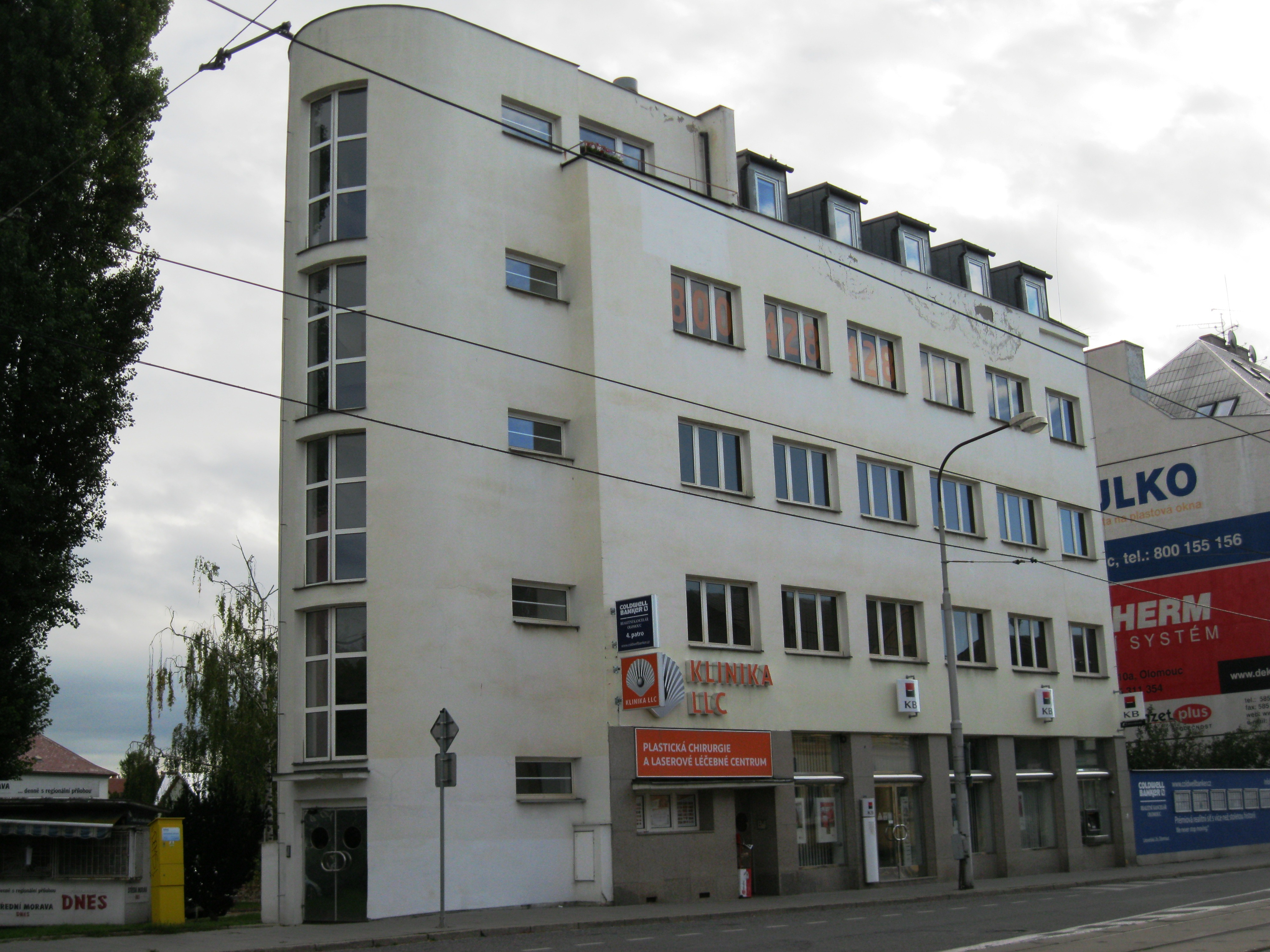
Penzion stavebního a bytového družstva Haná na Litovelské ulici
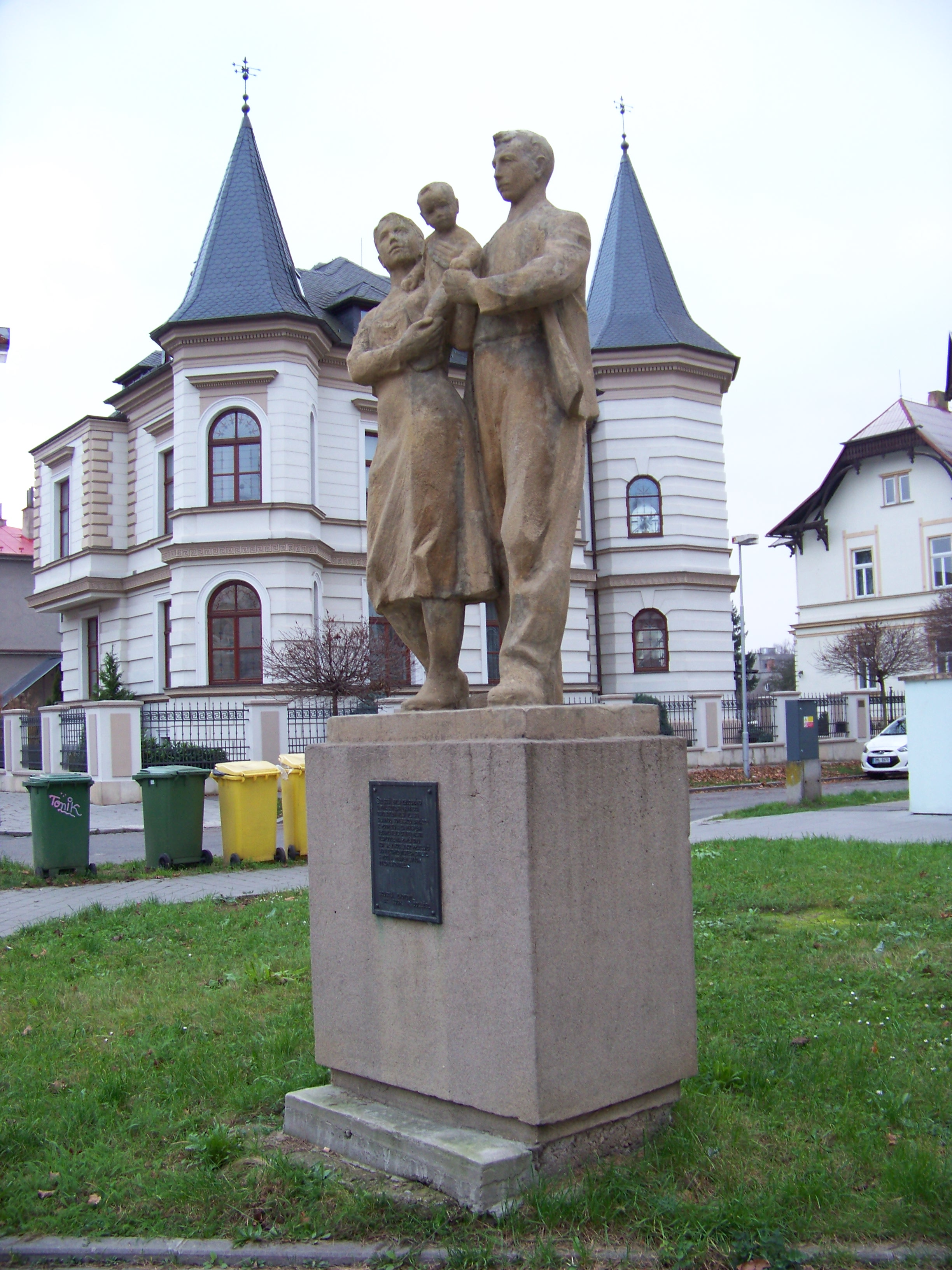
Pomník na Žilinské ulici
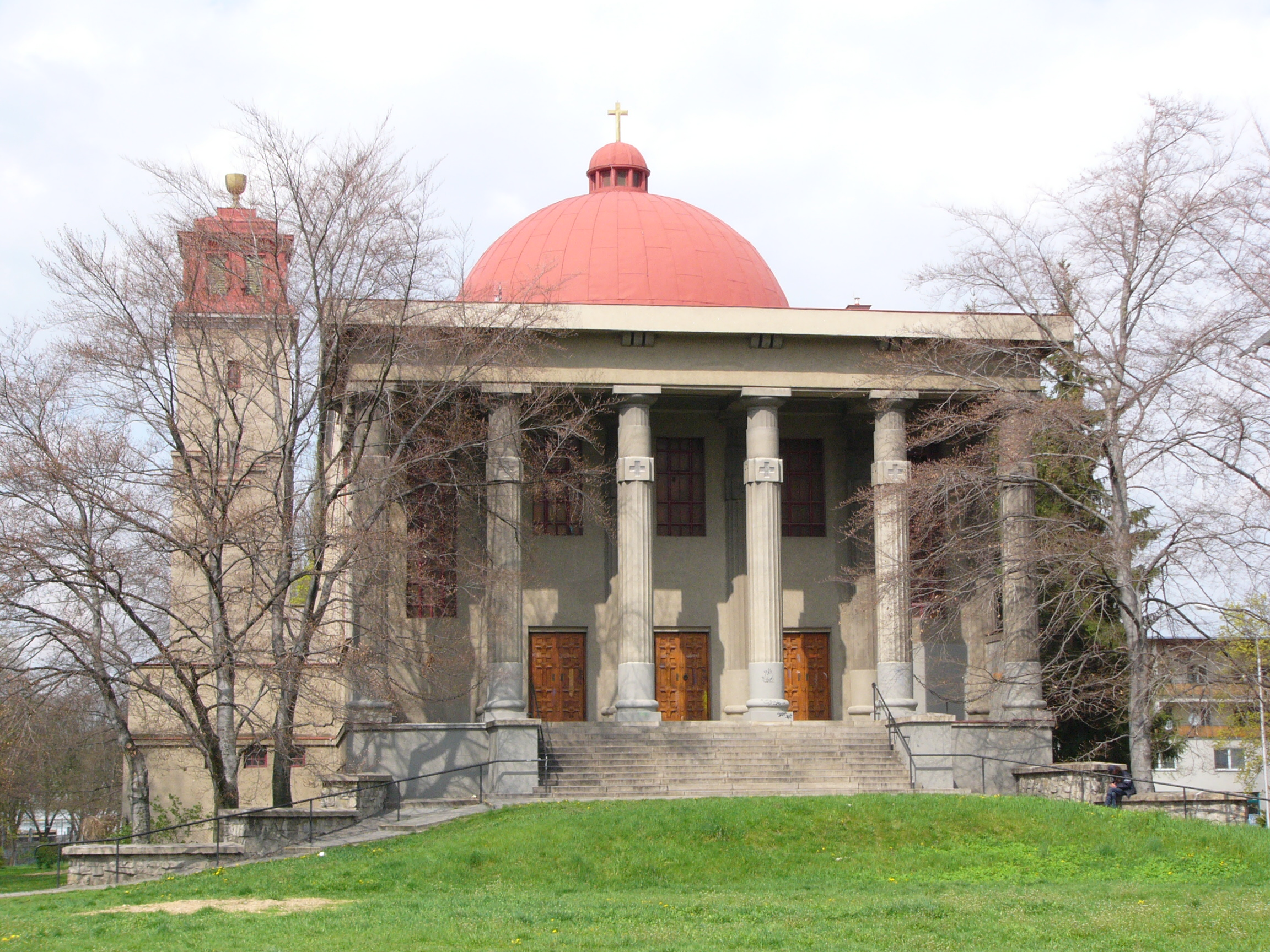
Husův sbor
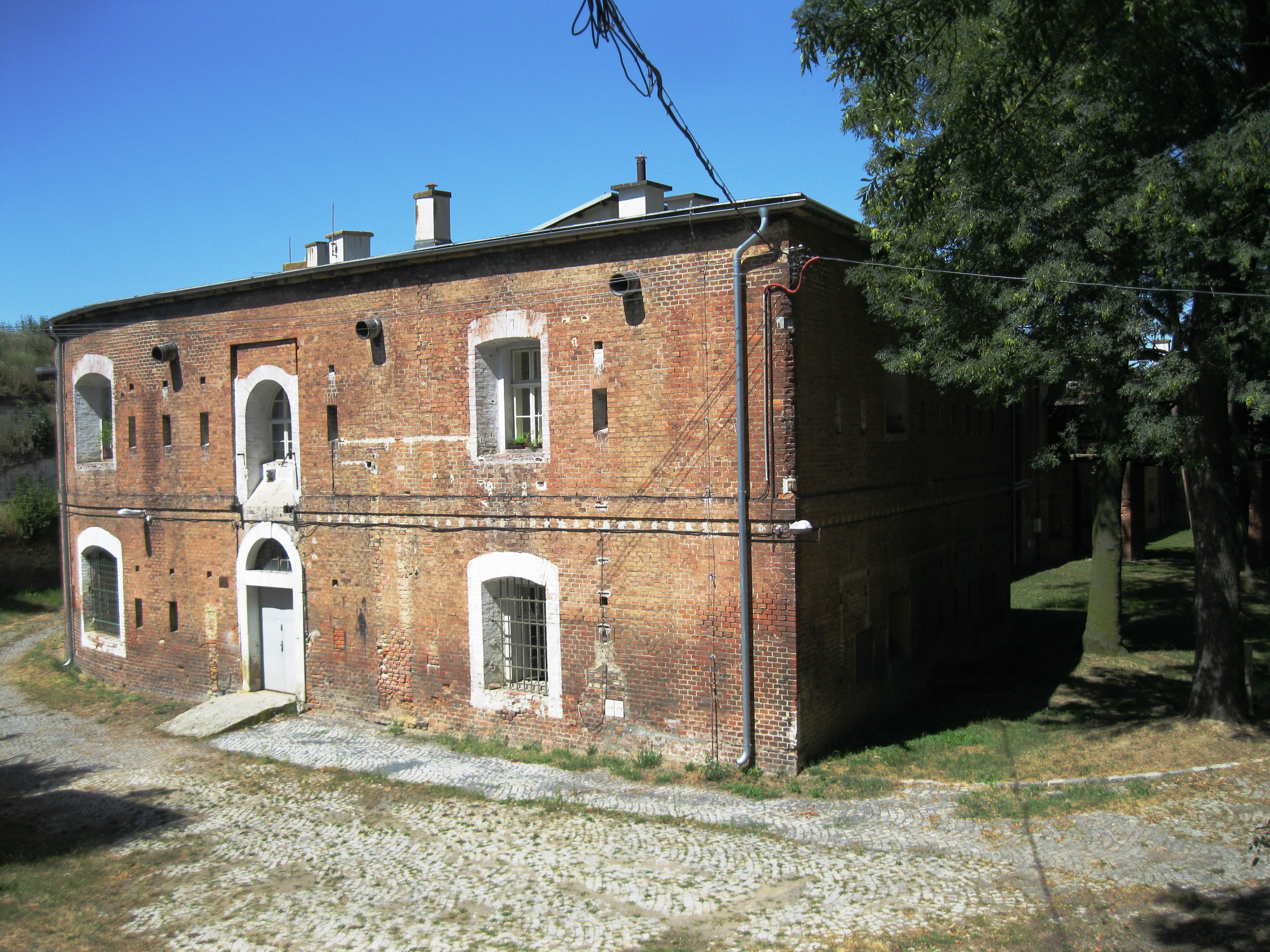
Fort Tabulový vrch
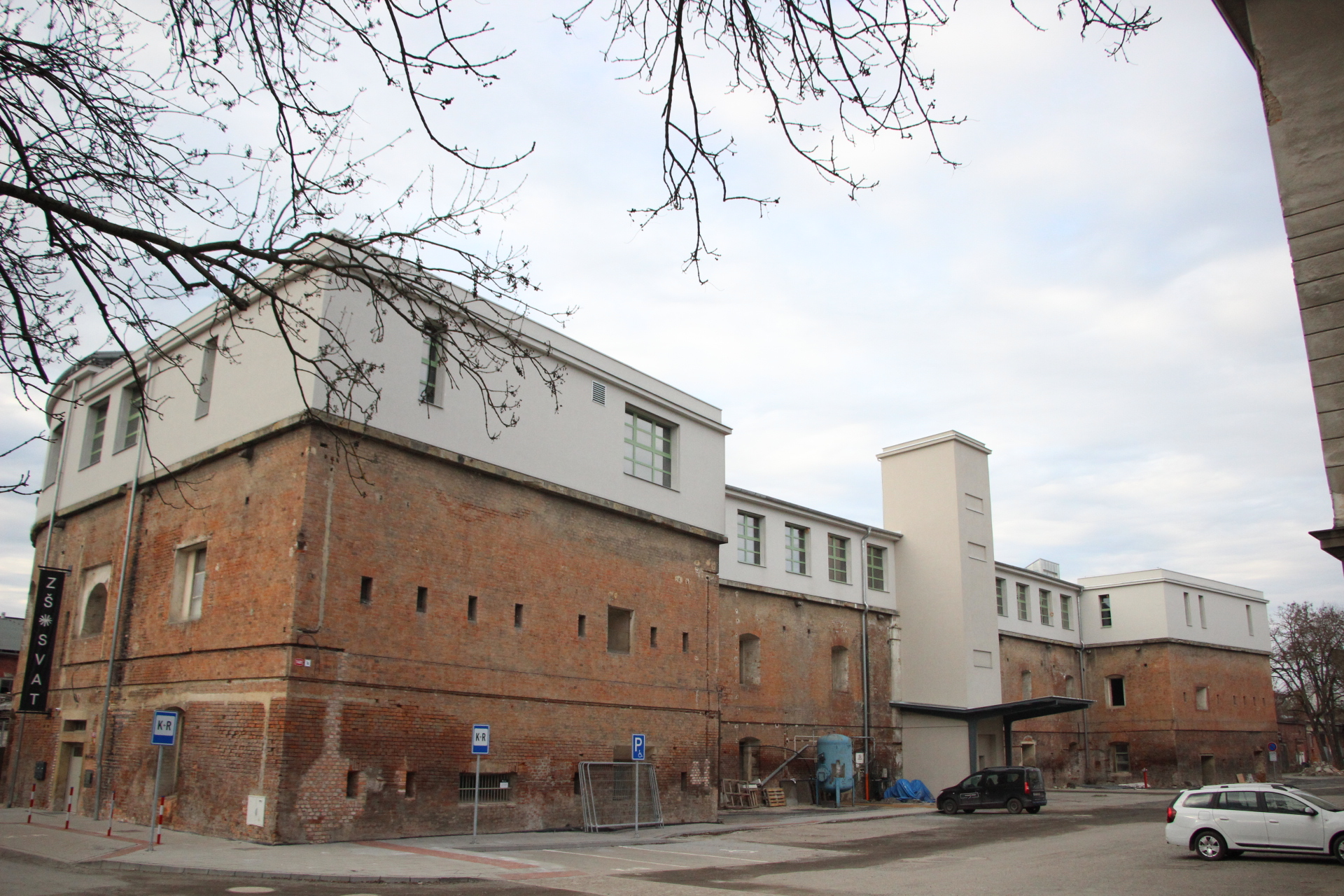
Fort Šibeniční vrch
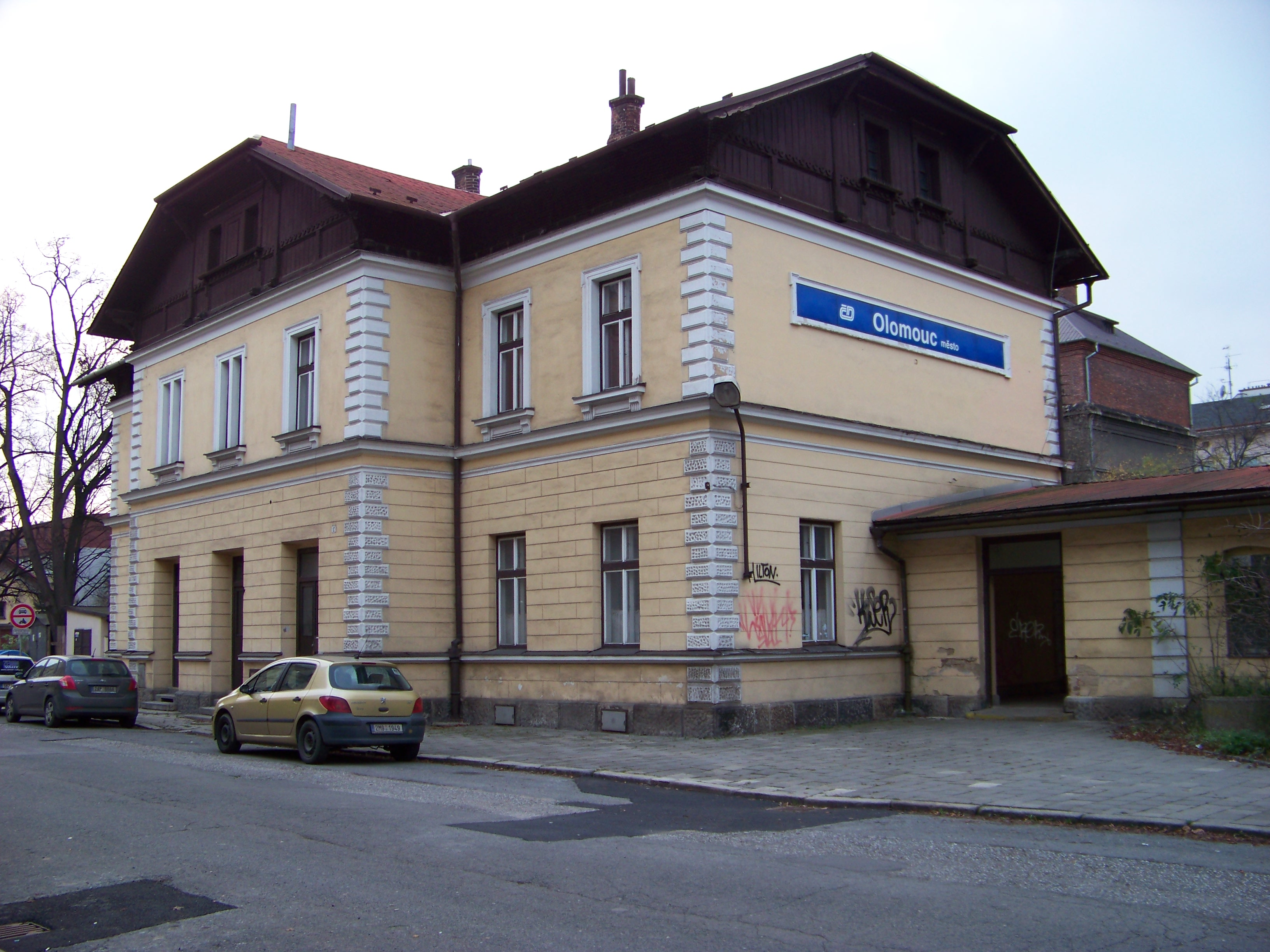
nádraží Olomouc město